# Горбатова, Любовь Николаевна
Любовь Николаевна Горбатова (род. 17 декабря 1959, Архангельск) —  доктор медицинских наук, профессор, с 2012 г по 2025 г ректор Северного государственного медицинского университета.

## Биография
Родилась 17 декабря 1959 года в г. Архангельск. С 1978 по 1983 год училась и закончила стоматологический факультет АГМИ, с 1983 г. по 1984 г. провела в интернатуре в Кубенской районной больнице №2 Вологодской области, в период с 1987 г. по 1989 г. продолжила деятельность в клинической ординатуре, прошла обучение в аспирантуре с 1993 г. по 1996 г., а также докторантуре с 1998 г. по 2001 г. на кафедре стоматологии детского возраста СГМУ.
В 1997 году защитила диссертацию на соискание ученой степени кандидата медицинских наук по специальностям 14.00.21 – Стоматология, 03.00.13 – Физиология.
В 2006 г.  защитила диссертацию на соискание ученой степени доктора медицинских наук по специальностям 14.00.21 – Стоматология, 03.00.13 – Физиология. В том же году ей были присвоены звание доцента по кафедре стоматологии детского возраста, а также высшая врачебная категория.
В 2010 г. прошла обучение в государственной академии промышленного менеджмента им. Н.П. Пастухова (г. Ярославль) по Европейской гармонизированной программе по системе менеджмента качества в соответствии с требованиями международного стандарта ISO 9001:2008.
В 2012 г. было присвоено звание профессора кафедры стоматологии детского возраста.
В 2013 г. прошла обучение в Учебном центре подготовки руководителей национального исследовательского университета «Высшая школа экономики» по программе «Модернизация программ стратегического развития вузов с учетом приоритетов регионального развития», а также в Центре повышения квалификации государственных и муниципальных служащих Северо-Западного Института управления Российской академии народного хозяйства и государственной службы при Президенте РФ по программе «Актуальные вопросы государственного и муниципального управления».
С 2006 г. по настоящее время – заведующая кафедрой стоматологии детского возраста.
С 2011 г. по 2012 г. – проректор по лечебной работе и последипломному образованию.
С 2012 г. по 2025 г –  ректор СГМУ.

## Общественная деятельность
Член Проблемной комиссии по детской стоматологии Министерства здравоохранения РФ.
Главный внештатный стоматолог Северо-Западного федерального округа и Архангельской области.
Член Совета стоматологической ассоциации России.
Член Совета ректоров Северо-Западного федерального округа.
Член Совета ректоров медицинских и фармацевтических вузов РФ.
Член коллегии Министерства здравоохранения Архангельской области.
Член аттестационной комиссии по аттестации врачей и специалистов с высшим образованием, работающих в системе здравоохранения Архангельской области по специальности стоматологии.
Член межведомственной комиссии по охране здоровья граждан при Губернаторе Архангельской области.
Председатель Проблемной комиссии по стоматологии СГМУ и Министерства здравоохранения Архангельской области.
Президент Региональной общественной организации «Ассоциация стоматологов Архангельской области».
В 2000 году была выдвинута кандидатом в депутаты Государственной Думы РФ от блока Андрея Николаева – Святослава Федорова от Архангельской области.
Являлась делегатом I Всероссийского съезда предпринимателей малого бизнеса  (г. Москва).
Входила в состав общественного Совета по малому и среднему бизнесу при Главе администрации Архангельской области.

## Награды
- Медаль ордена «За заслуги перед Отечеством» II степени (03 апреля 2023 года) — за заслуги в научно-педагогической деятельности и подготовке квалифицированных специалистов[1]
- Почётный знак «Заслуженный предприниматель» Российской академии бизнеса и предпринимательства (2002 год)
- Благодарность мэра г. Архангельска (январь 2003 года)
- Благодарность главы администрации Архангельской области (2007 год)
- Почётная грамота Архангельского областного собрания депутатов (2008 год)